# Logitech G15

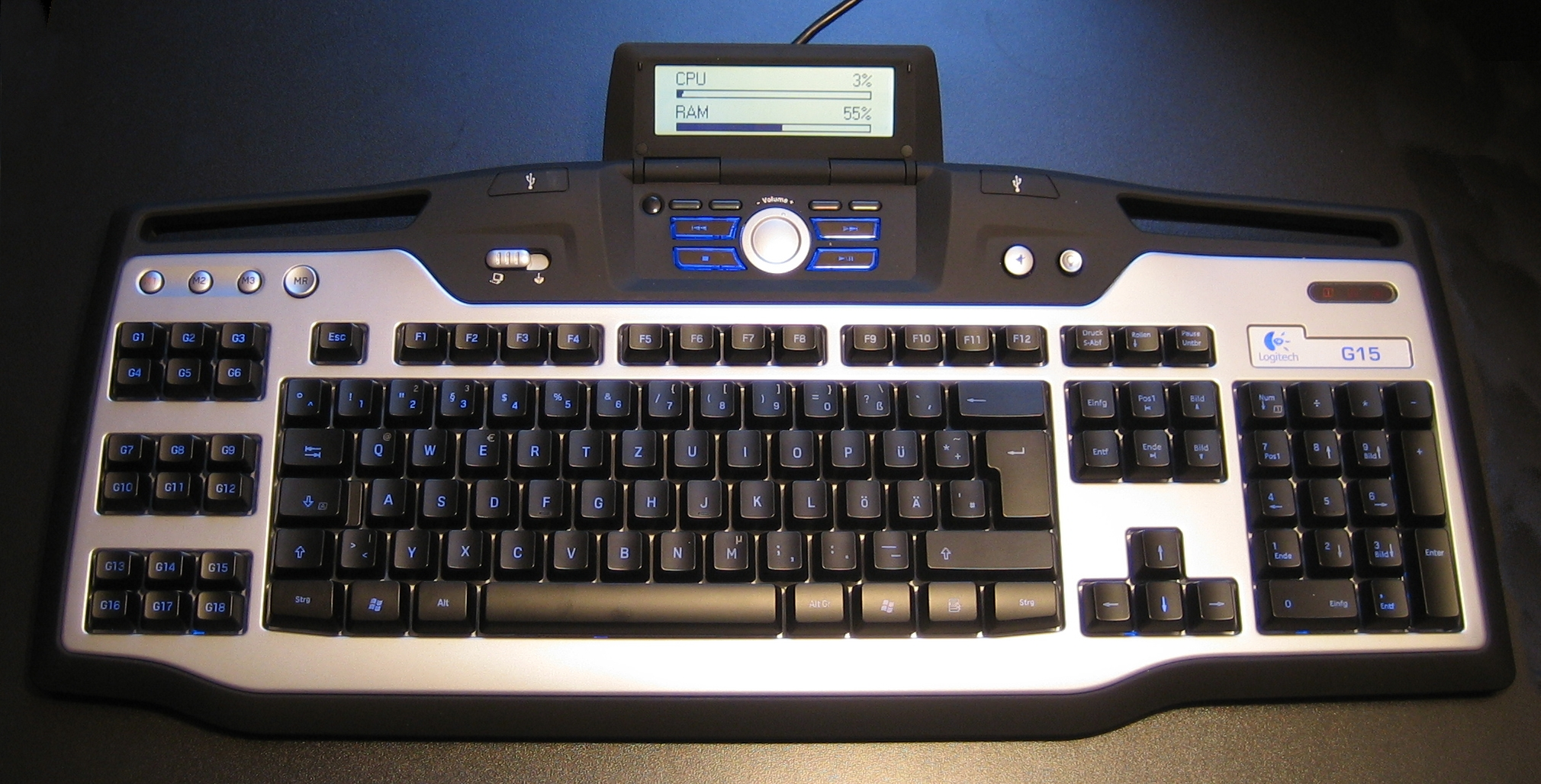
Pierwsza edycja Logitech G15 z 2005 bez podpórki na nadgarstki

Logitech G15 – klawiatura firmy Logitech zaprojektowana dla graczy. Pierwsza edycja klawiatury zaprezentowana w 2005 zawierała 18 klawiszy makro w 3 trybach, dwustopniowe niebieskie podświetlenie znaków oraz uchylany wyświetlacz LCD. W 2007 została wydana odświeżona wersja, w której zredukowano liczbę klawiszy makro do sześciu oraz zmieniono podświetlenie na pomarańczowe. Ponadto rozmiary klawiatury zostały zmniejszone, a wyświetlacz wbudowano w bryłę klawiatury. Obie wersje posiadają 2 porty USB oraz opcjonalną podpórkę na nadgarstki.

## Specyfikacja

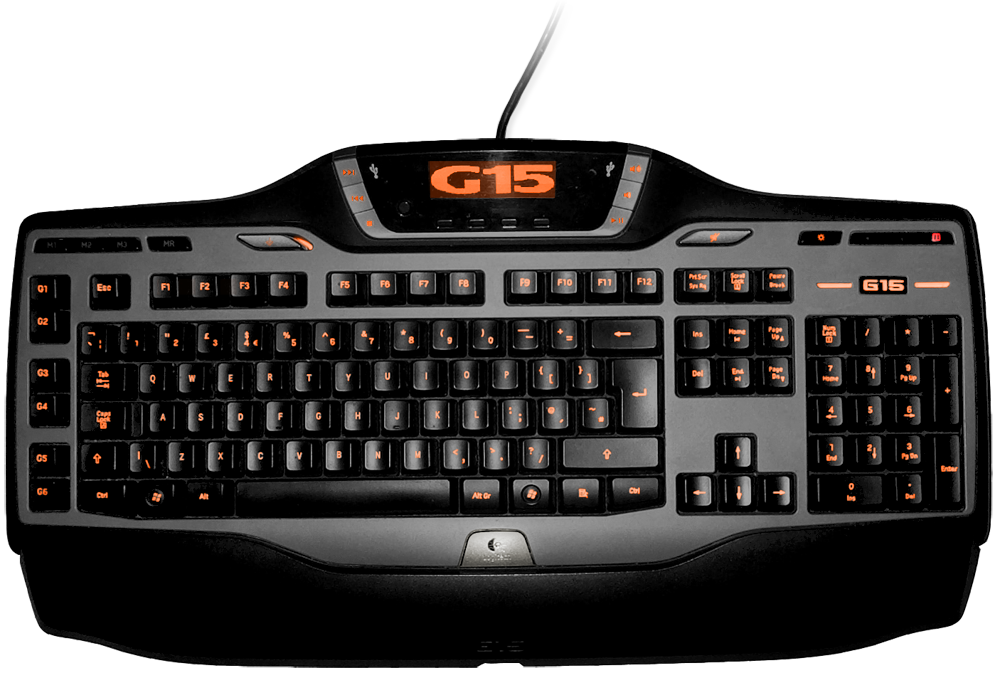
Druga edycja Logitech G15 z 2007 wraz z podpórką na nadgarstki

| Tytuł                      | Logitech G15 (2005)                                                                                    | Logitech G15 (2007)                                                                                    |
| -------------------------- | --- | --- |
| Głębokość                  | 26cm (bez podpórki 23cm)                                                                               | 25cm (bez podpórki 23cm)                                                                               |
| Szerokość                  | 54cm                                                                                                   | 49cm                                                                                                   |
| Wysokość                   | 4cm | 4,7cm                                                                                                  |
| Szerokość wyświetlacza     | 9cm | 6cm |
| Wysokość wyświetlacza      | 2,5cm                                                                                                  | 2cm |
| Rozdzielczość wyświetlacza | 160 x 43 pikseli                                                                                       | 160 x 43 pikseli                                                                                       |
| Liczba klawiszy makro      | 18 w 3 trybach                                                                                         | 6 w 3 trybach                                                                                          |
| Dodatkowe porty USB        | 2 porty USB 1.1                                                                                        | 2 porty USB 1.1                                                                                        |
| Podświetlenie znaków       | dwustopniowe, niebieskie                                                                               | dwustopniowe, pomarańczowe                                                                             |
| Dodatkowe informacje       | opcjonalna podkładka pod nadgarstki, blokada klawiszy Windows, klawisze obsługi plików multimedialnych | opcjonalna podkładka pod nadgarstki, blokada klawiszy Windows, klawisze obsługi plików multimedialnych |